# Lucius Annius Largus (Konsul 109)
Lucius Annius Largus war ein im 1. und 2. Jahrhundert n. Chr. lebender römischer Politiker.
Durch ein Fragment der Fasti Feriarum Latinarum ist belegt, dass Largus 109 zusammen mit Publius Calvisius Tullus Suffektkonsul war; er rückte für den zurückgetretenen ordentlichen Konsul Aulus Cornelius Palma Frontonianus nach. Darüber hinaus wird Largus auch in den Fasti Ostienses aufgeführt.
Der ordentliche Konsul von 147, Lucius Annius Largus, war wahrscheinlich sein Sohn.